# Лодзь-Пабьяницкая
Лодзь-Пабьяницкая (пол. Łódź Pabianicka) — остановочный пункт в городе Лодзь (расположен в дзельнице Гурна, в микрорайоне Рокице), в Лодзинском воеводстве Польши. Имеет 2 платформы и 2 пути.
Остановочный пункт (платформа) на железнодорожной линии Лодзь-Калиская — Дембица установлен в 2013 году для поездов городской железной дороги лодзинской агломерации («Лодзинская агломерационная железная дорога») и межвоеводских перевозок ООО «Региональные перевозки».